# Ganestrius
Ganestrius là một chi bọ cánh cứng trong họ 
Elateridae.
Chi này được miêu tả khoa học năm 1976 bởi Dolin.

## Các loài
Các loài trong chi này gồm:
- Ganestrius elongatus Dolin, 1976
- Ganestrius stibicki (Dolin, 1976)